# Raíz de la unidad
En matemática, las raíces n-ésimas de la unidad, o números de de Moivre[cita requerida], son todos los números complejos que dan 1 cuando son elevados a una potencia dada n. Se puede demostrar que están localizados en el círculo unitario del plano complejo y que en ese plano forman los vértices de un polígono regular de n lados con un vértice sobre el punto 1 de dicho plano, siempre que n>2.

## Definición
Se llama raíz enésima de la unidad a cualquiera de los números complejos que satisfacen la ecuación:
{\displaystyle z^{n}=1}
donde {\displaystyle n\in \mathbb {N} ,n>1}.
Para cada n, las n diferentes raíces n-ésimas de la unidad son:
{\displaystyle e^{2\pi ik/n}} donde {\displaystyle k=0,1,2,\dots ,n-1.}
Entre las raíces enésimas de la unidad siempre está el número 1, el número -1 solo está cuando n es par y los números i y -i cuando n es múltiplo de cuatro. Las raíces enésimas de la unidad no reales se presentan en pares de conjugados.

### Raíces primitivas
Las raíces n-ésimas de la unidad forman con la multiplicación un grupo cíclico de orden n, y de hecho estos grupos comprenden todos los subgrupos finitos multiplicativos de los números complejos, excepto el grupo trivial {0}. Un generador de este grupo cíclico es una raíz primitiva n-ésima de la unidad. Las raíces primitivas n-ésimas de la unidad son {\displaystyle e^{2\pi ik/n}}, donde k y n son coprimos. El número de raíces primitivas diferentes lo da la función φ de Euler, {\displaystyle \phi (n)}.
O de otra manera, la raíz n-ésima de la unidad α es primitiva, si y solo si sus k-ésimas potencias, k=0, 1,...,n-1 son distintas.
Las raíces cuartas de 1 son: 1, -1, i, -i. En el caso de 1 sus potencias de grado 0, 1, 2 y 3 son iguales; no es raíz primitiva. Para  i, se calcula que las potencias de grado  0, 1, 2, 3 son respectivamente 1, i, -1, -i, distintas, luego i es una raíz cuarta primitiva de 1.

#### Raíces segundas de la unidad
Las raíces segundas o cuadradas de la unidad, {\displaystyle z^{2}=1}, son +1 y -1, siendo -1 la única primitiva.

#### Raíces terceras de la unidad
Las raíces terceras o cúbicas de la unidad son
{\displaystyle \left\{1,w={\frac {-1+i{\sqrt {3}}}{2}},w^{2}={\frac {-1-i{\sqrt {3}}}{2}}\right\}}
donde {\displaystyle i} es la unidad imaginaria, siendo las dos últimas primitivas.

#### Raíces cuartas de la unidad
Las raíces cuartas de la unidad son
{\displaystyle \left\{1,\;w=i,\;w^{2}=-1,\;w^{3}=-i\right\}}
de las cuales {\displaystyle +i} y {\displaystyle -i} son primitivas.

#### Raíces quintas de la unidad
Las raíces quintas de la unidad 
{\displaystyle {\Bigg \{}1,w={\frac {{\sqrt {5}}-1}{4}}+i{\sqrt {\frac {5+{\sqrt {5}}}{8}}},} {\displaystyle w^{2}=-{\frac {{\sqrt {5}}+1}{4}}+i{\sqrt {\frac {5-{\sqrt {5}}}{8}}},} {\displaystyle w^{3}=-{\frac {{\sqrt {5}}+1}{4}}-i{\sqrt {\frac {5-{\sqrt {5}}}{8}}},} {\displaystyle w^{4}={\frac {{\sqrt {5}}-1}{4}}-i{\sqrt {\frac {5+{\sqrt {5}}}{8}}}{\Bigg \}}}

Las 5 soluciones de la raíz quinta de la unidad en el plano complejo en azul

Siendo las cuatro últimas las primitivas de argumentos 72°, 144°, 216° y 288°.

#### Raíces octavas de la unidad
Una de las raíces octavas primitivas de la unidad es
{\displaystyle {\sqrt {i}}={\frac {\sqrt {2}}{2}}+i{\frac {\sqrt {2}}{2}}.}
Las únicas raíces sextas primitivas de la unidad son las de 60° y 300°.

## Suma de las raíces
La suma de las raíces de la unidad es cero, para n no menor que 2. Este hecho aparece en muchas áreas de la matemática y se puede probar de varias maneras. Una prueba elemental es aplicar la fórmula de la progresión geométrica:
{\displaystyle \sum _{k=0}^{n-1}e^{2\pi ik/n}={\frac {e^{2\pi in/n}-1}{e^{2\pi i/n}-1}}={\frac {1-1}{e^{2\pi i/n}-1}}=0.}
Otra razón de la suma nula es que las raíces de la unidad, dibujadas sobre el plano complejo, forman los vértices de un polígono regular cuyo baricentro (por simetría) está sobre el origen. Este sumatorio es un caso especial de la suma gaussiana. También se constata esta suma aplicando la fórmula de Viète para las n raíces de cada grado. Además el producto es 1 (si n es impar) o -1 (si n es par) para todo n natural mayor que 1.

## Ortogonalidad
Se puede usar la fórmula del sumatorio para probar una relación de ortogonalidad:
{\displaystyle \sum _{k=0}^{n-1}e^{-2\pi ijk/n}\cdot e^{2\pi ij'k/n}=n\delta _{j,j'}}
donde {\displaystyle \delta } es la delta de Kronecker.
Las raíces n-ésimas de la unidad se pueden usar para formar una matriz {\displaystyle n\times n} cuyo elemento {\displaystyle U_{j,k}} es:
{\displaystyle U_{j,k}=n^{-{\frac {1}{2}}}e^{-2\pi ijk/n}}
De lo anterior, las columnas de esta matriz son ortogonales y por tanto es unitaria. De hecho, esta matriz es precisamente la transformada de Fourier discreta (aunque varían la normalización y la convención de signos).
Las raíces n-ésimas de la unidad forman una representación irreducible de cualquier grupo cíclico de orden n. La relación de ortogonalidad se obtiene de los principios de teoría de grupos descritos en el grupo de caracteres.
Las raíces de la unidad aparecen en los autovectores de las matrices hermitianas (por ejemplo, de la laplaciana discretizada unidimensional con límites periódicos), de los que se obtiene también la propiedad de ortogonalidad (Stran, 1999).

## Notación omega
La raíz primitiva {\displaystyle e^{-2\pi i/n}} (o su conjugada {\displaystyle e^{2\pi i/n}}) se escribe a menudo {\displaystyle \omega _{n}} (o a veces simplemente {\displaystyle \omega }), especialmente en el contexto de la transformada de Fourier discreta.
El conjunto de todas las raíces n-ésimas de 1, se puede escribir usando una de la primitivas {\displaystyle \omega } y las potencias de ella hasta n, pues forman un grupo cíclico generado por cada raíz primitiva

## Isomorfismo
El grupo multiplicativo de las raíces n-ésimas de 1, es isomorfo con el grupo aditivo de los restos módulo n.Hay inyectividad entre la primitividad de una raíz primitiva de la unidad y la primalidad de un resto respecto al módulo. En ambos casos tanto las raíces primitivas como los restos coprimos son generadores de su respectivo grupo.

## Polinomios ciclotómicos
Los ceros de un polinomio {\displaystyle p(z)=z^{n}-1\!} son precisamente las raíces n-ésimas de la unidad, cada una con multiplicidad 1.
El polinomio ciclotómico n-ésimo está definido por el hecho de que sus ceros son precisamente las raíces primitivas n-ésimas de la unidad, cada una con multiplicidad 1:
{\displaystyle \Phi _{n}(z)=\prod _{k=1}^{\varphi (n)}(z-z_{k})\;}
donde {\displaystyle z_{1},\dots ,z_{\varphi (n)}} son las raíces primitivas n-ésimas de la unidad, y {\displaystyle \varphi (n)} es la función indicatriz de Euler. El polinomio {\displaystyle \Phi _{n}(z)} tiene coeficientes enteros y es un polinomio irreducible sobre los números racionales (es decir, no puede ser escrito como producto de dos polinomios de grado positivo con coeficientes racionales). El caso del primo n, que es más sencillo que la afirmación general, se obtiene del criterio de Eisenstein.
Cada raíz n-ésima de la unidad es una raíz primitiva d-ésima de la unidad para exactamente un divisor positivo d de n. Esto implica que
{\displaystyle z^{n}-1=\prod _{d\,\mid \,n}\Phi _{d}(z).\;}
Esta fórmula representa la factorización del polinomio zn - 1 en factores irreducibles.
z1−1 = z−1
z2−1 = (z−1)(z+1)
z3−1 = (z−1)(z2+z+1)
z4−1 = (z−1)(z+1)(z2+1)
z5−1 = (z−1)(z4+z3+z2+z+1)
z6−1 = (z−1)(z+1)(z2+z+1)(z2−z+1)
z7−1 = (z−1)(z6+z5+z4+z3+z2+z+1)
La aplicación de la inversión de Möbius a la fórmula nos da
{\displaystyle \Phi _{n}(z)=\prod _{d\,\mid n}(z^{n/d}-1)^{\mu (d)},}
donde μ es la función de Möbius.
Así que los primeros polinomios ciclotómicos son
Φ1(z) = z−1
Φ2(z) = (z2−1)(z−1)−1 = z+1
Φ3(z) = (z3−1)(z−1)−1 = z2+z+1
Φ4(z) = (z4−1)(z2−1)−1 = z2+1
Φ5(z) = (z5−1)(z−1)−1 = z4+z3+z2+z+1
Φ6(z) = (z6−1)(z3−1)−1(z2−1)−1(z−1)  = z2−z+1
Φ7(z) = (z7−1)(z−1)−1  = z6+z5+z4+z3+z2+z+1
Si p es un número primo, entonces todas las raíces p-ésimas de la unidad excepto 1 son primitivas, y tenemos que
{\displaystyle \Phi _{p}(z)={\frac {z^{p}-1}{z-1}}=\sum _{k=0}^{p-1}z^{k}}
Observe que, al contrario de las apariencias, no todos los coeficientes de todos los polinomios ciclotómicos son 1, −1 o 0; el primer polinomio donde esto ocurre es Φ105, ya que 105=3×5×7 es el primer producto de tres primos impares. Se conocen muchas restricciones sobre los valores que pueden asumir los polinomios ciclotómicos con valores enteros. Por ejemplo, si p es primo y {\displaystyle d|\Phi _{p}(z)} entonces {\displaystyle d\equiv 1{\pmod {p}}\ } o {\displaystyle d\equiv 0{\pmod {p}}\ }.

## Cuerpos ciclotómicos
Adjuntando una raíz primitiva n-ésima de la unidad a Q, obtenemos el cuerpo ciclotómico n-ésimo Fn. Este cuerpo contiene todas las raíces n-ésimas de la unidad y es el cuerpo de descomposición de los polinomios ciclotómicos n-ésimos  sobre Q. La extensión Fn/Q tiene grado φ(n) y su grupo de Galois es naturalmente isomorfo al grupo multiplicativo de las unidades del anillo Z/nZ.
Como el grupo de Galois de Fn/Q es abeliano, tenemos una extensión abeliana. Cada subcuerpo de uno ciclotómico es una extensión abeliana de los racionales. En estos casos la teoría de Galois se puede escribir en términos bastante explícitos de sumas gaussianas: esta teoría de las Disquisitiones Arithmeticae de Carl Friedrich Gauss se publicó muchos años antes de Galois.
A la inversa, cada extensión abeliana de los racionales es un subcuerpo de uno ciclotómico (éste es el contenido de un teorema de Kronecker, llamado normalmente teorema de Kronecker-Weber ya que Weber dio la demostración).

### Adjunción a un cuerpo finito
Dado el cuerpo K[2]= {0,1}, se le adjuntan las raíces cúbicas primitivas de 1, esto es L = {0,1, ω ω2}. Entonces el trinomio {\displaystyle x^{2}+x+1} es factorizable en L[X], aunque no lo sea en ℚ[X]

## Raíces de la unidad en los cuaterniones
Con los números complejos está asegurado que solamente existe un número finito de raíces n-ésimas de la unidad. Así por ejemplo -1 tiene solamente dos raíces complejas i e −i. Sin embargo, en los números cuaterniónicos {\displaystyle \scriptstyle \mathbb {H} } hay un número infinito de raíces cuadradas de -1: de hecho el conjunto de soluciones forma una esfera en el espacio tridimensional. Para ver esto, sea q = a + bi + cj + dk un cuaternión, y supóngase que su cuadrado es −1. En términos de a, b, c y d esa asunción implica que
{\displaystyle a^{2}-b^{2}-c^{2}-d^{2}=-1,}
{\displaystyle 2ab=0,}
{\displaystyle 2ac=0,}
{\displaystyle 2ad=0.}
Este conjunto de ecuaciones reales tiene infinitas soluciones. Para satisfacer las últimas tres ecuaciones debe tenerse que a = 0 o bien b = c = d = 0, sin embargo, esta última posibilidad no puede darse ya que al ser a un número real la primera ecuación implicaría que a2 = −1, pero eso es imposible para un número real. Por tanto a = 0 y b2 + c2 + d2 = 1. En otras palabras. Nótese que solamente un cuaternión que sea igual a un número real negativo puede tener un número infinito de raíces cuadradas. Todos los demás tienen solamente dos raíces (o en el caso del 0 una única raíz).
Lo anterior implica que la ecuación:
{\displaystyle z_{q}^{2n}=1,\qquad z_{q}\in \mathbb {H} ,n\in \mathbb {N} .}
tiene infinitas soluciones, situadas sobre la esfera unidad.

## Literatura concomitante
- Lang, Serge (2002). Algebra, 3rd revised edition. Nueva York: Springer-Verlag. ISBN 0-387-95385-X.
- Milne, James S. (1998). «Algebraic Number Theory». Course Notes.
- Milne, James S. (1997). «Class Field Theory». Course Notes.
- Neukirch, Jürgen (1999). Algebraic Number Theory. Berlín: Springer-Verlag. ISBN 3-540-65399-6.
- Neukirch, Jürgen (1986). Class Field Theory. Berlín: Springer-Verlag. ISBN 3-540-15251-2.
- Washington, Lawrence C. (1997). Cyclotomic fields, 2nd edition. Nueva York: Springer-Verlag. ISBN 0-387-94762-0.

- Datos: Q756747
- Multimedia: Roots of unity / Q756747